# Коктейл Молотов
Коктейл „Мо́лотов“ е самоделна запалителна бомба, представляваща съд (най-често стъклена бутилка), напълнен със смес от въглеводородно гориво (бензин или дизелово гориво), снабден с фитил.
Създаден е през Зимната война (1939-1940) във Финландия и е наречена на министъра на външните работи на СССР Вячеслав Молотов (в отговор на твърдението му, че Съветите не хвърлят бомби, а храна за гладуващите си северни съседи, посрещат руските танкове с взривните коктейли на негово име).

## Състав
Понякога, вместо бензин или нафта са били използвани други лесно запалими течности, като спирт или терпентин. Сгъстители като катран, захар, растителни и животински мазнини (олио, свинска мас, овча и гъша лой), яйчен белтък, моторни масла, каучук на прах и настърган сапун са били добавяни към горивната смес с цел да увеличат поразяващия ефект и да създадат плътни облаци задушлив дим. Смес от бензин и животинска мазнина или настърган сапун развива температура на горене около 700 – 900 °C.

### Ацетонов коктейл „Молотов“
В  ацетон или друг разтворител  се добавя  полистирол (стиропор), при непрекъснато добро разбъркване, докато спре да се разтваря. Към разтвора на стиропор в ацетон се прибавя бензин, в съотношение 1:1. Прибавя се много ситно желязо на прах, изпилено с пила от голям железен детайл – джанта, метална ограда или др. Така приготвената смес има температура на горене около 1600 °C и прониква дълбоко в поразените цели, състава на пирогел или напалм Б.

## Военна употреба
Коктейл „Молотов“ хвърлен върху танк, особено в областта на блока на двигателя, може да унищожи машината, развивайки достатъчно топлина, за да възпламени горивото в резервоара или да стопи и прекъсне някои тръбни и/или кабелни връзки. Следва да се отбележи, че коктейлите „Молотов“ могат да бъдат също така един психологчески ефективен метод за блокирането на танкове и бронирани автомобили чрез принуждавнето на екипажа да напусне горящата машина.

## Гражданска употреба
Коктейли „Молотов“ се използват от цивилни лица при демонстрации, безредици и граждански неподчинения.
За фитил на „коктейла“ се използва парцал, който не трябва да е напоен целият със запалителната течност, а само половината. Краят на сухата част от парцала се поставя в основата на бутилката и капачката се притяга плътно върху него.
Не трябва да има достъп на въздух в бутилката със запалителната смес. Ако капачката е пробита, не е притегната плътно или целият парцал е напоен със запалителна течност, след неговото запалване сместа в бутилката може да избухне и сериозно да изгори или дори да убие човека, който хвърля „коктейла“.
Преди хвърлянето на „коктейла“ трябва да се избере подходяща цел – твърд обект (ограда, стена, автомобил, асфалт), който да не е твърде далеч. Парцалът се пали и „коктейлът“ се хвърля веднага. При удара в твърдия обект бутилката се чупи, запалителната смес се разлива и пламва от горящия парцал.
Ако „коктейлът“ падне на меко – тревни площи, мебели, тапицирани пейки или седалки, или целта е твърде далеч, бутилката не се чупи и не последва запалване.

## Обезвреждане на коктейл „Молотов“
Неупотребяваните коктейли „Молотов“ не бива да се изливат в тоалетни, мивки и други, защото почти всички запалителни смеси са по-леки от водата, остават на повърхността и могат да предизвикат пожар, или най-малкото да отровят въздуха в жилището или помещението с изпаренията си.
За обезвреждане на неупотребявани „коктейли“ се изкопава дупка в земята, далеч от гори, стърнища, сухи треви и листа, и други леснозапалими материали. Запалителната смес се излива в дупката, запалва се и след изгарянето ѝ дупката се заравя.
Коктейл „Молотов“ със запален фитил е изключително опасен. Ако обстановката не позволява да бъде хвърлен, например ако в района на целта се появят хора, които могат да пострадат, бутилката се оставя внимателно на земята и се предупреждават всички хора наоколо да се отдалечат. Твърде е възможно стъклото да се пръсне от високата температура на горящия парцал и запалителната течност да се разлети във всички посоки, заедно с парчета стъкло от бутилката.

## Борба с коктейл „Молотов“
Падналите бутилки, независимо дали са останали цели или са счупени и горят не трябва да се заливат с вода. Запалителната смес почти винаги е по-лека от водата, не се смесва с нея, а изплува и така водата разпространява пожара. Счупените и горящи бутилки се гасят с въглероден диоксид, прахови пожарогасители или се засипват с пясък, ситен чакъл, пръст или други негорими инертни материали.
Целите бутилки с горящ фитил не се доближават, даже с прахов или друг неводен пожарогасител, защото не се знае кога ще се взривят. Останалите цели бутилки с горящ фитил се засипват от разстояние с негорими инертни материали.